# Cadarcet
Cadarcet – miejscowość i gmina we Francji, w regionie Oksytania, w departamencie Ariège.
Według danych na rok 2010 gminę zamieszkiwały 244 osoby, a gęstość zaludnienia wynosiła 21 osób/km².